# Calhoun, Tennessee
Calhoun är en kommun (town) i McMinn County i Tennessee. Vid 2020 års folkräkning hade Calhoun 536 invånare.